# Stefan Gierasch
Stefan Gierasch (New York, 5 febbraio 1926 – Santa Monica, 6 settembre 2014) è stato un attore statunitense.

## Filmografia parziale

### Cinema
- Lo spaccone (The Hustler), regia di Robert Rossen (1961)
- Ma papà ti manda sola? (What's Up, Doc?), regia di Peter Bogdanovich (1972)
- Corvo rosso non avrai il mio scalpo! (Jeremiah Johnson), regia di Sydney Pollack (1972)
- I nuovi centurioni (The New Centurions), regia di Richard Fleischer (1972)
- Lo straniero senza nome (High Plains Drifter), regia di Clint Eastwood (1973)
- Claudine, regia di John Berry (1974)
- Carrie - Lo sguardo di Satana (Carrie), regia di Brian De Palma (1976)
- Wagons-lits con omicidi (Silver Streak), regia di Arthur Hiller (1976)
- Sindrome del terrore (Blue Sunshine), regia di Jeff Lieberman (1978)
- Il campione (The Champ), regia di Franco Zeffirelli (1979)
- Spiaggia di sangue (Blood Beach), regia di Jeffrey Bloom (1981)
- Perfect, regia di James Bridges (1985)
- I delitti del rosario (The Rosary Murders), regia di Fred Walton (1987)
- Amanti, primedonne (Mistress), regia di Barry Primus (1992)
- Un eroe piccolo piccolo (Jack the Bear), regia di Marshall Herskovitz (1993)
- Dave - Presidente per un giorno (Dave), regia di Ivan Reitman (1993)
- Junior, regia di Ivan Reitman (1994)
- L'isola dell'ingiustizia - Alcatraz (Murder in the First), regia di Marc Rocco (1995)
- Legend of the Phantom Rider, regia di Alex Erkiletian (2002)

### Televisione
- Goodyear Television Playhouse – serie TV, 4 episodi (1951-1956)
- Sotto accusa (Arrest and Trial) – serie TV, episodio 1x14 (1963)
- Bonanza – serie TV, 2 episodi (1969-1971)
- Un vero sceriffo (Nichols) – serie TV, 4 episodi (1971)
- La lunga notte di Entebbe (Victory at Entebbe), regia di Marvin J. Chomsky – film TV (1976)
- Starsky & Hutch – serie TV, un episodio (1976)
- Barney Miller – serie TV, 5 episodi (1976-1981)
- I Jefferson (The Jeffersons) – serie TV, 3 episodi (1983)
- La signora in giallo (Murder, She Wrote) – serie TV, episodio 4x03 (1987)
- Dark Shadows – serie TV, 10 episodi (1991)
- Madre a tutti i costi (Empty Cradle) – film TV (1993)
- E.R. - Medici in prima linea (ER) – serie TV, un episodio (1998)

## Doppiatori italiani
- Roberto Villa in Corvo rosso non avrai il mio scalpo!
- Manlio De Angelis in Lo straniero senza nome
- Rodolfo Traversa in Carrie - Lo sguardo di Satana
- Mario Mastria in Junior
- Pietro Biondi in L'isola dell'ingiustizia - Alcatraz